# Mimandria diospyrata
Mimandria diospyrata är en fjärilsart som beskrevs av Jean Baptiste Boisduval 1833. Mimandria diospyrata ingår i släktet Mimandria och familjen mätare. Inga underarter finns listade i Catalogue of Life.